# Contea di Logan (Arkansas)
La contea di Logan, in inglese Logan County, è una contea dello Stato dell'Arkansas, negli Stati Uniti. La popolazione al censimento del 2000 era di 22 486 abitanti. I capoluoghi di contea sono due: Paris per il distretto nord e Booneville per il distretto sud.

## Storia
La contea di Logan fu costituita nel 1871.